# بي تي أر-50
بي تي أر-50 (بالإنجليزية: BTR-50)‏، (بالروسية: БТР-50) هي ناقلة جنود مدرعة برمائية سوفيتية الصنع، جرى تصنيعها في عام 1952 ودخلت الخدمة في سنة 1954 في الجيش السوفيتي كما تم تصديرها إلى دول حلف وارسو إضافة إلى دول الشرق الأوسط من مصر وسورية والعراق والجزائر وليبيا وإيران.
يبلغ وزن المدرعة 14.5 طن وتتسع لأكثر من 20 راكب ويضم تسليحها الأساسي رشاش عيار 7.62 ملم بقدرة 5,250 طلقة الفئات الأخرى تسلح برشاش ثقيل عيار 14.5 ملم.

## وصلات خارجية
- BTR-50 FAS.org
- (بالفرنسية) Armyrecognition.com
- "Armored.vif2.ru" (بالروسية). Archived from the original on 2007-12-23.
- Communication system of a formation at the Finnish Defense Forces website
- OT-62 / TOPAS at Globalsecurity.org